# Racing Club de Strasbourg 1997-1998
Questa voce raccoglie le informazioni riguardanti il Racing Club de Strasbourg nelle competizioni ufficiali della stagione 1997-1998.

## Organigramma societario
Area direttiva
- Presidente: Patrick Proisy
- Direttore generale: Bernard Gardon

Area tecnica
- Allenatore: Jacky Duguépéroux, dal 23 gennaio René Girard
- Allenatore in seconda: Yvon Pouliquen
- Preparatore dei portieri: Michel Ettorre

Area sanitaria
- Medico sociale: Dany Eberhardt, François Piétra
- Massaggiatori: Eric Moerckel

## Maglie e sponsor
Lo sponsor tecnico per la stagione 1997-1998 è Adidas, mentre gli sponsor ufficiali sono Radiateurs Adler e Wattwiller per il campionato e Spectacle, già presente nella parte destra della maglia per il campionato, per la Coppa UEFA. Durante la stagione, alla tradizionale divisa blu se ne affianca una celeste con righe orizzontali. Per le gare esterne i colori sono invece il giallo e il nero.
| Manica sinistra · Manica sinistra · Maglietta · Maglietta · Manica destra · Manica destra · Pantaloncini · Calzettoni · Calzettoni | Manica sinistra · Manica sinistra · Maglietta · Maglietta · Manica destra · Manica destra · Pantaloncini · Calzettoni · Calzettoni | Manica sinistra · Manica sinistra · Maglietta · Maglietta · Manica destra · Manica destra · Pantaloncini · Calzettoni · Calzettoni |

## Risultati

### Coppa UEFA
| Arbitro: | Trentalange |

|                                |           |                    |
| Baticle 45’ (rig.), 61’ (rig.) | Marcatori | 49’ (rig.) Albertz |

| Arbitro: | Stuchlik |

|             |           |                         |
| Gattuso 12’ | Marcatori | 36’ Baticle 49’ Zitelli |

| Arbitro: | Melo Pereira |

|                             |           |  |
| Zitelli 20’, 63’ Conteh 69’ | Marcatori |  |

| Arbitro: | Pedersen |

|                              |           |  |
| Fowler 63’ (rig.) Riedle 84’ | Marcatori |  |

| Arbitro: | Khussainov |

|                        |           |  |
| Baticle 11’ Ismaël 19’ | Marcatori |  |

| Arbitro: | Uzunov |

|                                     |           |  |
| Ronaldo 28’ Zanetti 49’ Simeone 74’ | Marcatori |  |